# Apateticus lineolatus
Apateticus lineolatus är en insektsart som först beskrevs av Herrich-schaeffer 1840.  Apateticus lineolatus ingår i släktet Apateticus och familjen bärfisar. Inga underarter finns listade i Catalogue of Life.